# Ларсон, Эрик (писатель)
Эта статья об авторе научно-популярной литературы.  Об аниматоре  см. Эрик Ларсон .
Эрик Ларсон (родился 3 января 1954 г.) — американский журналист и автор научно-популярных книг. Написал ряд бестселлеров, в том числе The Devil in the White City (2003) о Всемирной выставке 1893 года в Чикаго и о серийном убийце Генри Холмсе. Книга The Devil in the White City среди других наград, получила премию Эдгара По 2004 года в категории Best Fact Crime.

## Ранние годы и образование
Ларсон родился в Бруклине и вырос во Фрипорте, Лонг-Айленд, штат Нью-Йорк. Изучал историю России в Пенсильванском университете и в 1976 году окончил его с отличием. После годичного перерыва поступил в Высшую школу журналистики Колумбийского университета, которую окончил в 1978 году. Журналистикой решил заняться под влиянием фильма « «Вся президентская рать».

## Писательская карьера
Начал работать в газете Bucks County Courier Times в Левиттауне, штат Пенсильвания. Позже стал писать очерки для The Wall Street Journal и Time, где сотрудничает до сих пор. Рассказы Ларсона  публиковались в  The New Yorker, The Atlantic Monthly, Harper’s Magazine  и других изданиях.

### Книги
Написал несколько научно-популярных книг на исторические темы. В интервью 2016 года газете Knoxville Mercury Ларсон рассказал, что проводит все необходимые архивные исследования самостоятельно, подчеркнув при этом, что все диалоги и другие мнения от лица исторических персонажей основаны исключительно на документах.  В числе своих литературных вдохновителей Ларсон называет Дэвида Маккалоу, Барбару Такман, Дэвида Хальберстема и Уолтера Лорда.  В книге  «Thunderstruck» (2006) рассказана история Харви Криппена параллельно с историей изобретения радио Гульельмо Маркони. В книге In the Garden of Beasts Ларсон рассказывает о карьере американского посла в Германии Уильяма Додда в период с 1933 по 1937 год, когда он и его семья жили в Берлине при нацистах.

### Преподавание и публичные выступления
Ларсон преподавал технику научно-популярной литературы в Государственном университете Сан-Франциско, в университете Джонса Хопкинса и в Университете шт. Орегон. Регулярно выступает с популярными лекциями по всей территории Соединенных Штатов. 

## Личная жизнь
В разное время жил в Филадельфии, Пенсильвании, Сан-Франциско и Балтиморе. В настоящее время живет в Нью-Йорке. У супругов Ларсон три дочери.

### Комментарии
1. ↑  Убийца, пойманый с помощью радиосвязи

### Сноски
1. ↑  Deutsche Nationalbibliothek Record #121843459 // Gemeinsame Normdatei (нем.) — 2012—2016.
2. ↑  LIBRIS — Национальная библиотека Швеции, 2013.
3. ↑  Erik Larson: Best-selling Author of In the Garden of Beasts. Erik Larson: The Books. Дата обращения: 25 мая 2012. Архивировано 14 июня 2012 года.
4. 1 2  Erik Larson, 2003 National Book Award Finalist: Nonfiction, The National Book Foundation. NationalBook.org (2003). Дата обращения: 25 мая 2012. Архивировано из оригинала 13 февраля 2012 года.
5. 1 2  About The Author - Erik Larson : Best-selling Author of In the Garden of Beasts. ErickLarsonbooks.com. Дата обращения: 25 мая 2012. Архивировано 9 июня 2012 года.
6. 1 2 3  Everett, Matthew. "Q&A: Author Erik Larson Архивная копия от 18 ноября 2016 на Wayback Machine." Knoxville Mercury, 16 March 2016.
7. ↑  Baker, Kevin (5 ноября 2006). Thunderstruck. By Erik Larson - Books - Review. The New York Times (англ.). ISSN 0362-4331. Архивировано 22 февраля 2018. Дата обращения: 21 февраля 2018.